# Овсянка
Овсянка е село в Русия, в Красноярския край, включено в градския район на град Дивногорск. Включва територията на бившето село Молодьожни.

## География
Разположен е на десния бряг на Енисей, в устието на река Овсянка. Възниква не по-късно от 1671 г. (според преброяването на домакинствата на жителите на Красноярска област).

## Население
| 1970 | 1979 | 1989 | 2002 | 2010 |
| ---- | ---- | ---- | ---- | ---- |
| 6187 | 5468 | 4546 | 3781 | 2228 |

## Транспорт
Пристанищни платформи „Овсянка“ (основната платформа в селото) и „Уст-Мана“ (в района на бившия ДОЗа на железопътната линия Енисей – Дивногорск, влакове до Красноярск, Минино и Дивногорск.
Автобусна линия с Дивногорск, Красноярск, близките села Слизнево, Усть-Мана (автобуси № 102 – до Дивногорск и села, 106, 146).

## Личности
- Виктор Астафиев (1924 – 2001), руски писател